# Ritz Brothers
Los Ritz Brothers fueron un grupo de comediantes estadounidense que actuó en espectáculos en vivo y en el cine desde 1925 hasta finales de los años 1960.

## Inicios
Aunque eran cuatro hermanos, hijos del mercero de origen austriaco Max Joachim y su esposa, Pauline, solo tres de ellos actuaban juntos. Tenían también una hermana, Gertrude. El cuarto hermano, George, era el mánager del grupo. Los actores eran:
- Al Ritz (27 de agosto de 1901 – 22 de diciembre de 1965)
- Jimmy Ritz (4 de octubre de 1904 – 17 de noviembre de 1985)
- Harry Ritz (22 de mayo de 1907 – 29 de marzo de 1986)

El apellido de la familia era Joachim, pero Al, un bailarín de vodevil, adoptó un nuevo nombre artístico tras ver el apellido "Ritz" en el lateral de un camión de lavandería. Jimmy y Harry hicieron lo mismo cuando los hermanos formaron equipo. Los Ritz  hacían hincapié en la precisión de su número de baile, añadiendo material cómico según pasaba el tiempo. A principios de los años 1930 ya eran cabezas de cartel en los teatros.

## Carrera en el cine
Los Ritz Brothers fueron contratados para actuar en un corto rodado en Nueva York, Hotel Anchovy (1934), producido por Educational Pictures. El resultado fue bueno, y el distribuidor del film, Twentieth Century-Fox, contrató a los Ritz para actuar en largometrajes musicales. En ese período trabajaron en On the Avenue, un musical de 1937 con canciones de Irving Berlin. Ese mismo año Fox les dio un papel protagonista en Life Begins in College.
Los hermanos tuvieron un gran número de seguidores, y algunos admiradores les comparaban con los Hermanos Marx, pero los Ritz no interpretaban personajes con contrastes como los Marx; los bulliciosos Ritz con frecuencia se comportaban de modo idéntico, haciendo difícil que el público los distinguiera. El cabecilla era siempre el bocazas Harry, mientras que Jimmy y Al le seguían con entusiasmo. En sus comedias frecuentemente cantaban y bailaban, y a menudo imitaban a celebridades (entre ellas a Ted Lewis, Peter Lorre, Tony Martin e, incluso, a Alice Faye y Katharine Hepburn).
Su talento no pasó desapercibido a Samuel Goldwyn, que pidió a Fox que los prestara para su show de variedades en Technicolor, The Goldwyn Follies, en el cual actuaban junto a estrellas del momento como Edgar Bergen y Charlie McCarthy. Quizás su película de mayor éxito del período fue la comedia de Fox de 1939 The Three Musketeers, coprotagonizada por Don Ameche. Más adelante, en el mismo 1939, los hermanos organizaron una muy publicitada huelga en la que se quejaban de la baja calidad de su último guion, el del film The Gorilla. Fox respondió completando el film, aunque dando a término los filmes protagonizados por los Ritz, que hubieron de trabajar en una película de serie B protagonizada por Jane Withers. Los Ritz Brothers dejaron Fox en 1939.
También en 1939, los Ritz Brothers fueron caricaturizados, junto a varias otras celebridades de Hollywood, en el corto del Pato Donald The Autograph Hound.
En 1940 los hermanos pasaron a Universal Pictures, donde estaba previsto que protagonizaran The Boys from Syracuse, pero finalmente fueron destinado a trabajar en comedias musicales de serie B. Su última película fue Never a Dull Moment (1943). Al falleció en 1965, y Harry y Jimmy siguieron en el cine hasta los años 1970, aunque sus producciones eran de carácter aficionado.

## Filmografía
| Año  | Película                                 |
| ---- | ---------------------------------------- |
| 1934 | Hotel Anchovy                            |
| 1936 | Sing, Baby, Sing                         |
| 1937 | Cinema Circus                            |
| 1937 | One in a Million                         |
| 1937 | On the Avenue                            |
| 1937 | You Can't Have Everything                |
| 1937 | Life Begins in College                   |
| 1937 | Ali Baba Goes to Town                    |
| 1938 | The Goldwyn Follies                      |
| 1938 | Kentucky Moonshine                       |
| 1938 | Straight Place and Show                  |
| 1939 | The Three Musketeers                     |
| 1939 | The Gorilla                              |
| 1939 | Pack Up Your Troubles                    |
| 1940 | Argentine Nights                         |
| 1942 | Behind the Eight Ball                    |
| 1943 | Hi'ya, Chum                              |
| 1943 | Show-Business at War                     |
| 1943 | Never a Dull Moment                      |
| 1956 | Brooklyn Goes to Las Vegas               |
| 1975 | Blazing Stewardesses                     |
| 1976 | Won Ton Ton, the Dog Who Saved Hollywood |

## Films de Harry Ritz en solitario
| Año  | Película         |
| ---- | ---------------- |
| 1976 | Silent Movie     |
| 1979 | Beanes of Boston |

## Últimos años
Los Ritz Brothers siguieron actuando en teatro y en nightclubs, además de intervenir como artistas invitados en producciones televisivas de los años 1950, llegando, también, a ser una de las principales atracciones de Las Vegas. En 1958 Harry participó en un disco con números cómicos, "Hilarity in Hollywood" (también conocido como "Hilarity in Hi-Fi").
Los Ritz actuaban en el Hotel Roosevelt de Nueva Orleans en diciembre de 1965 cuando Al falleció súbitamente a causa de un infarto agudo de miocardio. Harry y Jimmy quedaron destrozados, aunque ambos hermanos siguieron representando su número y actuando juntos en un par de películas. Las últimas actuaciones de los Ritz Brothers como equipo (sin Al) tuvieron lugar en los filmes de mediados de los años 1970 Blazing Stewardesses y Won Ton Ton, the Dog Who Saved Hollywood. En Blazing Stewardesses, los Ritz fueron elegidos para sustituir a Los tres chiflados, que no pudieron actuar en el film a causa de la mala salud de Moe Howard. Harry y Jimmy también hicieron una actuación en directo en el programa televisivo de Dick Cavett en la Public Broadcasting Service.
En sus últimos meses de vida Harry se vio afectado por la enfermedad de Alzheimer; Jimmy Ritz falleció en 1985, poco antes que Harry, pero la salud de Harry era tan delicada que nunca se le comunicó el fallecimiento de su hermano. Harry murió al año siguiente.
Los hermanos Ritz fueron enterrados en el Cementerio Hollywood Forever, en Hollywood, California.
Por su trabajo en el cine, en 1987 se les concedió una estrella en el Paseo de la Fama de Hollywood, en respuesta a una campaña liderada por los comediantes Jan Murray, Red Buttons, Milton Berle, y Phyllis Diller. En 1996 también se les dedicó una Estrella Golden Palm en el Paseo de la Fama de Palm Springs, California.